# Vicenç Biete i Farré
Vicenç Biete i Farré (Barcelona, 1921, ib. 15 de desembre de 2015) fou un impressor, editor, toponimista, historiador i geògraf català. Fou president de la Societat Catalana de Geografia entre el 1991 i el 2000 i vicepresident de la Societat d'Onomàstica entre 2001 i 2007.
Vicenç Biete fou deixeble de Palmira Jaquetti a l'Institut-Escola, durant uns estudis de batxillerat interromputs per la Guerra Civil espanyola. D'aquesta etapa es coneix un dibuix seu, que representa un mapa d'Europa amb els punts cardinals, a la portada del número 7 del Butlletí de la biblioteca dels alumnes de l'Institut-Escola "Pi i Margall" que ja indicava la seva vocació per la geografia. El 1938, amb només disset anys, fou mobilitzat al front del Segre i participà en l'operació de l'exèrcit republicà per a intentar recuperar el pont de Balaguer. La guerra li va interrompre les aspiracions d'estudiar geografia.
El 1968 fundà l'Editorial Cadí, amb Santiago Hernández Yzal i dos socis més. El nom de l'editorial s'inspirà en el del grup escolar que tenien a l'Institut-Escola, ja que tots els fundadors es conegueren allí durant la seva adolescència. Publicaren el llibre Derecho marítimo i dues novel·les en català: Paraules d'Opton el Vell, d'Avel·lí Artís-Gener (a) Tisner, i Roda de malcontents, de Vicenç Riera Llorca. Totes les obres les editaren el mateix any de la fundació de l'editorial.
Biete es formà com a geògraf de manera autodidacta al Centre Excursionista de Catalunya (a la secció de geografia), i més tard a la Societat Catalana de Geografia, que arribaria a presidir entre el 1991 i el 2000, després d'haver-ne estat el tresorer des del 1982. També fou vicepresident de la Societat d'Onomàstica entre 2001 i 2007 i soci d'honor d'aquesta mateixa entitat. Com a toponimista, destacà per la confecció del recull toponomàstic de Cabassers que li valgué el Premi de Toponímia Josep Iglésies el 1979. L'interès per aquesta matèria se li despertà després d'haver conegut Albert Manent en un col·loqui d'onomàstica a les Borges Blanques. La seva faceta com a historiador també estigué estretament relacionada amb aquesta població prioratina, d'on era la seva mare. Publicà, el 1985, un recull de transcripcions de documents relatius a la població des del segle xii al xx, incloent una reproducció facsímil de l'opuscle publicat el 1918 per Delfí Navàs amb el títol «Descripció històrica, física i política de Cabacés». El 1991 també publicà una completa monografia local, amb vocació enciclopèdica, que estudiava tots els aspectes del municipi, amb especial atenció a la història, però sense descuidar la geografia, l'orografia, la hidrografia, la flora i la fauna, els costums, la parla i tots els aspectes propis i inherents de la població. En la seva faceta d'historiador, fou col·laborador habitual de les revistes locals de Cabassers El Sitjar entre 1983 i 1986, i Nord, revista informativa, cultural i fòrum d'opinió, entre 1998 i 1999.
Biete es posicionà a favor de la grafia 'Cabacers' quan al municipi de Cabassers s'obrí el debat que acabaria fent retornar com a forma oficial del topònim la forma al·lòctona que fou vigent durant el franquisme, 'Cabacés'. Secundava, així, l'opinió expressada per Enric Moreu-Rey el 1983. El 1985, al seu treball Cabacés, documents i escrits, es refermava en la seva defensa de la grafia Cabacers, però afegia que, atenent a la sol·licitud que l'Ajuntament havia fet a la Generalitat per tal de canviar la forma oficial del topònim de Cabassers a Cabacés, usava aquesta darrera grafia al seu llibre «atenent l'esmentada petició». Encara reiteraria un cop més la seva preferència per la forma Cabacers a la darrera monografia que publicà, el 1991: Cabacés, un poble al peu de Montsant.